# Southern Cross (avion)
Pour les articles homonymes, voir Southern Cross.
Le Southern Cross est un monoplan trimoteur Fokker F.VIIb/3m. Initialement dénommé Detroiter, l'avion prend part à l'expédition arctique Detroit News-Wilkins. Il s'écrase en Alaska en 1926. L'explorateur australien Huber Wilkins le récupère mais le considère trop grand pour ses expéditions. En 1928, il le revend à ses deux compatriotes Charles Kingsford Smith et Charles Ulm. Ceux-ci ont pour idée de traverser, pour la première fois de l'histoire, l'océan Pacifique en avion. Après divers déboires financiers, le philanthrope américain George Allan Hancock rachète le Southern Cross et le prête aux deux aviateurs. Ces derniers, accompagnés de James Warner et Harry Lyon s'élancent d'Oakland aux États-Unis le 31 mai 1928. Après une traversée tumultueuse et deux escales, une à Hawaï et l'autre aux Fidji, le Southern Cross se pose à Brisbane en Australie, devant une foule importante. Il prolonge son voyage jusque Sydney. Le Southern Cross vient de franchir une distance d'environ 11 670 km.
Cette traversée est une première à plus d'un titre. Outre le record dû à la traversée, c'est la première fois qu'un avion est en liaison radio avec des journaux. L'équipage transmet en direct diverses dépêches.

## Detroiter
Initialement baptisé Detroiter, le Southern Cross est un Fokker F.VIIb/3m dédié à l'exploration polaire. Il est utilisé lors de l'expédition arctique Detroit News-Wilkins. L'avion s'écrase en Alaska en 1926. Il est récupéré et réparé par le chef de l'expédition australienne, Hubert Wilkins. 

## Vol transpacifique

### Charles Kingsford Smith et Charles Ulm

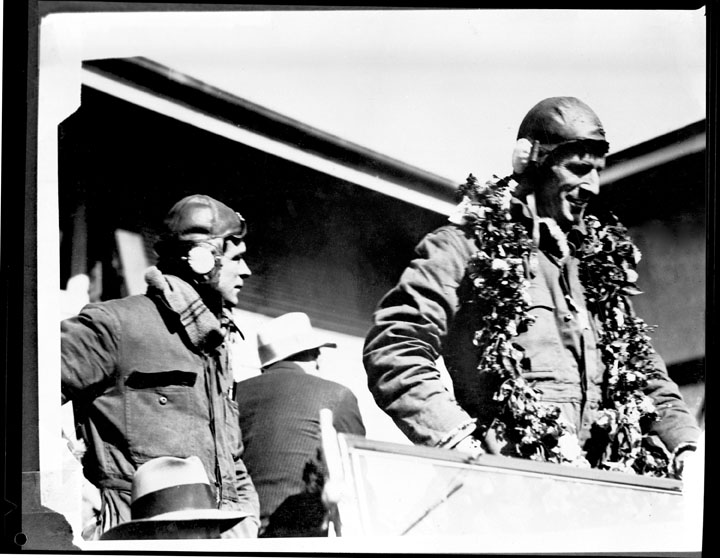
Charles Kingsford Smith et Charles Ulm après l'atterrissage du Southern Cross à Brisbane le 9 juin 1928 et la traversée réussie de l'océan Pacifique.

Le 21 mai 1927, Charles Lindbergh se pose en France après avoir traversé l'océan Atlantique, devenant le premier aviateur à effectuer un tel périple en solitaire et sans escale,. C'est un retentissement mondial. 
L'aviateur australien Charles Kingsford Smith, vétéran de la Première Guerre mondiale, apprend la nouvelle. Depuis plusieurs années, ce dernier pense à entreprendre la traversée de l'océan Pacifique en avion, ce qui n'a jamais été accompli. Devant la menace potentielle de Lindbergh qui pourrait tenter une telle traversée, surtout qu'il est désormais mondialement connu et à l'aise financièrement, Charles Kingsford Smith se dit que c'est le moment idéal pour tenter l'aventure. Depuis un peu plus d'un an, Charles propose des vols avec la Interstate Flying Services, une compagnie aérienne australienne. Son nouveau collègue, Charles Ulm, semble partager son envie pour tenter la traversée du Pacifique, cependant pour des raisons différentes. Si Charles Kingsford Smith y voit le prestige et la beauté de la chose, Charles Ulm est plus intéressé par l'aspect financier et le potentiel avenir de l'aviation civil. Convaincus, ils se lancent dans ce projet fou. Malheureusement, ils n'ont pas l'avion nécessaire pour un tel périple.
Pour ramener les fonds nécessaires, ils battent durant l'été 1927 avec un Bristol Tourer, avion civil dérivé du Bristol F.2, le record de durée pour le tour d'Australie en avion, effectuant celui-ci en moins de 10 jours.

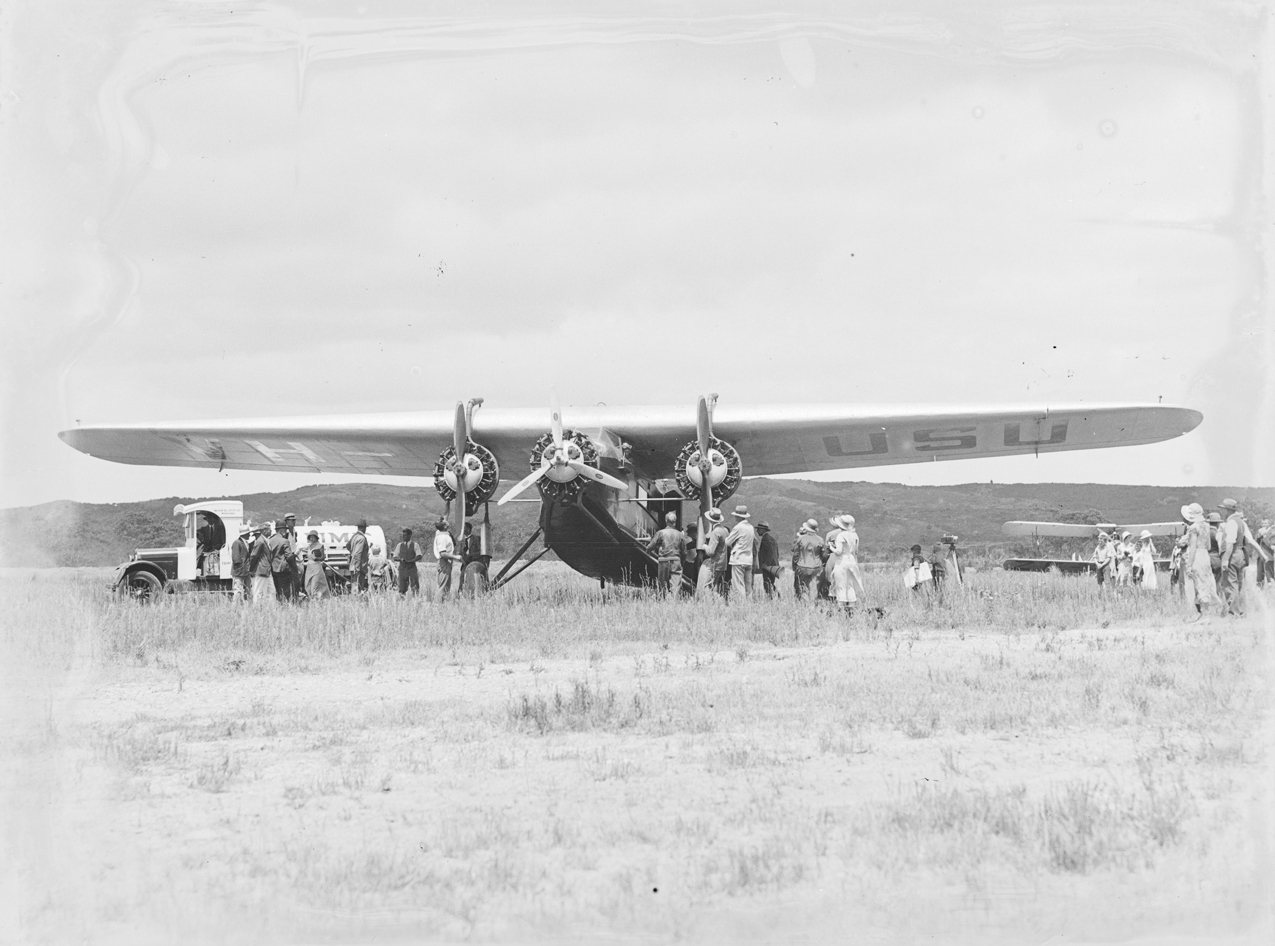
Le Southern Cross vu de face avec ses trois Wright Whirlwind.

Auréolés de leur record, ils embarquent vers les États-Unis pour trouver un avion capable de les faire traverser l'océan Pacifique. L'idée initiale est d'utiliser un avion de la Ryan Aeronautical Company, un modèle si possible proche du Spirit of St. Louis de Charles Lindberg. Charles Ulm arrive à se faire sponsoriser, à la fois par la compagnie pétrolière Vacuum Oil Company et par le gouvernement de Nouvelle-Galles du Sud. Malheureusement, leur sponsor ne leur fournit pas le bon avion. Le choix, le plus logique à l'époque, se porte désormais sur un Fokker F.VIIb/3m. C'est avec un avion de ce type que Albert Francis Hegenberger et Lester J. Maitland ont effectué le premier vol de l'histoire vers Honolulu en 1927 et que l'explorateur américain Richard Byrd tente le survol du Pôle Nord en 1926. Ils contactent Hubert Wilkins et lui rachètent le Detroiter. Le problème est que le Detroiter est vendu sans moteur ni instruments, et que les finances des deux aviateurs australiens sont limitées. Ils arrivent à sécuriser assez de fonds, notamment avec l'aide généreuse de l'homme d'affaires australien et philanthrope Sidney Myer. Pour les moteurs, ils s'équipent de trois Wright Whirlwind. Pour les obtenir, ils doivent jouer de leur relation, à travers l'ambassadeur du Royaume-Uni à Washington, pour récupérer ces moteurs initialement prévu pour l'armée américain, ceux-ci étant particulièrement demandés à l'époque. Le Detroiter est finalement renommé Southern Cross (Croix du Sud en français).

### George Allan Hancock

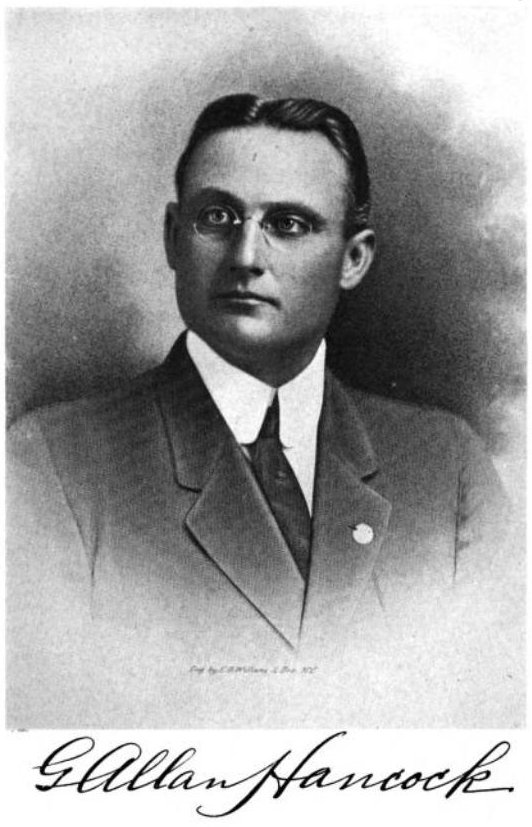
George Allan Hancock en 1921 (ou avant).

Pour la traversée du Pacifique, le Southern Cross doit être modifié en profondeur, notamment en y ajoutant les instruments nécessaires à la navigation, une radio, des réservoirs supplémentaires ainsi qu'un train d'atterrissage renforcé. Charles Ulm, qui est seul responsable des finances, se rend vite compte que l'argent s'amenuise. Pour aggraver la situation, les sponsors des deux hommes se retirent.
Devant la situation, les deux hommes tentent de battre à un nouveau un record pour attirer la presse. Cette fois, il s'agira du record d'endurance. Charles Kingsford Smith, accompagné de George Pond, un aviateur qu'Hubert Wilkins lui a imposé pour apprendre à voler sur un tri-moteur, tentent cinq fois de battre le record mais n'y arrivent pas.
Désespérés, les deux australiens finissent par rencontrer George Allan Hancock, un américain qui a fait fortune grâce au pétrole. Devenu philanthrope, ce dernier rachète le Southern Cross et les différentes dettes des aviateurs.

### L'équipage

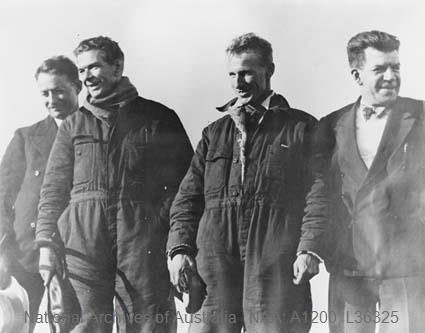
Équipage du Southern Cross. De gauche à droite : Harry Lyon - navigateur, Charles Ulm - copilote, Charles Kingsford Smith - pilote et James Warner - opérateur radio.

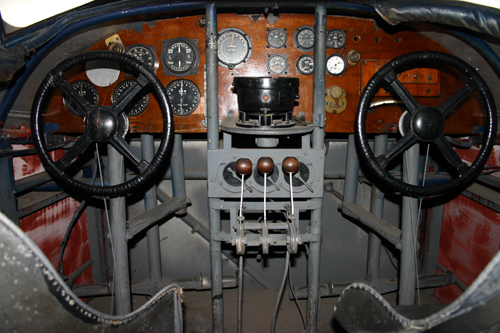
Cockpit avec l'instrumentation rudimentaire du Southern Cross.

Dans un sentiment nationaliste, les deux Charles souhaiteraient garder un équipage purement australien. Ils proposent à Hubert Wilkins de les accompagner, mais celui-ci n'est pas intéressé. George Pond, qui a formé Charles Kingsford Smith au pilotage du Fokker, est la personne idéale mais est américain et Charles Ulm ne s'entend pas avec. Il est donc finalement décidé que Charles Ulm sera le copilote sur ce vol, même si c'est loin d'être un pilote expérimenté et qu'il ne possède pas sa licence. Le Southern Cross n'est un appareil facile, ne proposant par exemple aucune compensation de profondeur, de gouvernail ou d'aileron, ni d'horizon artificiel. Il demande donc une constante attention, une force importante et une expérience pour être piloté.
Il est entendu que Charles Kingsford Smith se chargera du pilotage lors des conditions météorologiques moins favorables. George Allan Hancock leur impose également un navigateur et un opérateur radio. Ils ne trouvent pas de navigateur australien et choisisse finalement le capitaine Harry Lyon, alors âgé de 45 ans. Il est engagé comme navigateur jusque Suva, capitale des Fidji. Après, les deux aviateurs australiens pensent qu'ils peuvent rallier seul l'Australie.
Harry recommande Jim Warner comme opérateur radio. Ils avaient combattu ensemble durant la Première Guerre mondiale. Tout comme Harry, Jim doit être débarqué à Suva. 
Le Southern Cross se voit équiper des dernières technologies de l'époque pour la radio. Notamment, il peut recevoir des informations des stations au sol pour corriger sa course ainsi qu'aider à la localisation en mer en cas de problème. L'avion reste cependant bien loin des standards actuels. Outre un cockpit ouvert, des moteurs assourdissant, le navigateur et l'opérateur radio sont séparés physiquement des deux pilotes par un réservoir de carburant. Seul un système bricolé rapidement leur permet de se passer des messages.

### Oakland - Honolulu

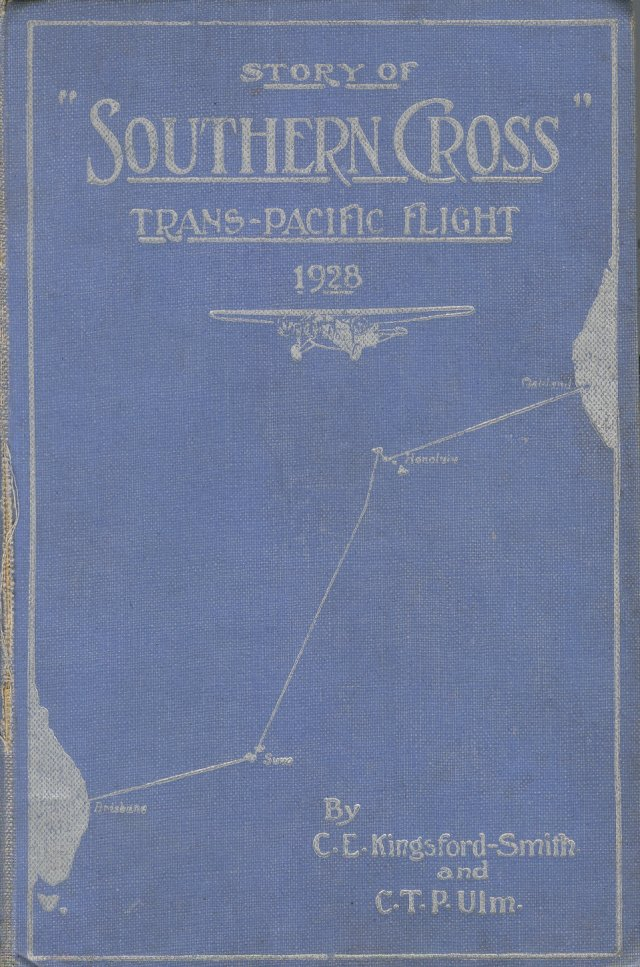
Couverture de la première édition du livre descriptif du vol. On y voit le trajet effectué par l'avion.

Le 31 mai 1928, les quatre hommes se prépare à s'envoler d'Oakland devant une foule de plusieurs centaines de personnes. Le décollage est loin d'être évident, le Southern Cross est particulièrement chargé, transportant plus de 3 500 kg de carburant. Le moteur central leur joue des tours et s'arrête après 200 m. Sans les trois moteurs, il est impossible pour l'avion de décoller. Après un redémarrage des trois moteurs, le Southern Cross finit par s'élancer, atteignant la vitesse de 140 km/h, et s'envole définitivement, gagnant lentement de l'altitude. Ils sont entourés d'avions les photographiant.
Les signaux radios de la station sol de San Francisco, qui leur permettent de se repérer et d'éventuellement aider à les secourir en cas d'avarie moteur, sont captés parfaitement. 
Durant ce début de traversée, Charles Ulm transmet, en morse, des dépêches en direct à deux journaux, l'Examiner (San Francisco) et le The Sun (Sydney). C'est la première fois au monde qu'un avion transmet des informations à un journal en direct, en plein vol. Les données, bien vites captées par d'innombrables personnes et sont alors vendues à des journaux concurrents ou à l'Associated Press, ce que ni Charles Ulm, ni les deux journaux sponsors, ne peuvent empêcher. Le Southern Cross est en communication radio constante avec des navires, dont le Niagara, et la côte durant le vol grâce à quatre émetteurs et trois récepteurs alimentés par une turbine à air fixée au fuselage sous le cockpit. Les émetteurs comprennent un poste à ondes courtes de 50 watts fonctionnant à 33,5 mètres de longueur d'onde et deux postes de 60 watts fonctionnant à 600 mètres, avec un poste d'urgence étanche à 600 mètres capable de fonctionner huit heures sous l'eau. Les récepteurs, qui partagent un amplificateur audio commun, comprennent un récepteur à ondes courtes, un récepteur à ondes longues et une balise.
Après 600 km, ils perdent, comme prévu, la communication avec la station de guidage de San Francisco. Il leur reste un peu plus de 3 000 km à couvrir pour rejoindre Honolulu et capter la station de guidage d'Honolulu. Durant la traversée, ils rencontrent le Maliko et SS Manoa (en), qu'ils survolent en cercle, envoyant des signaux lumineux pour indiquer leur présence et s'identifier. 
La traversée se déroule très bien, à faible altitude pour économiser du carburant. Néanmoins, dans la soirée, ils se rendent compte qu'ils ont sans doute déviés de leur trajectoire. Ils n'arrivent pas à capter la station de Wheeler Field situé près d'Honolulu alors qu'ils sont situés à 600 km de celle-ci. Un des deux petits générateurs éoliens est tombé en panne et ils ne peuvent changer les batteries de l'émetteur et du récepteur à ondes courtes. De plus, des îles semblent se dessiner à l'horizon, pour finir par n'être que des nuages. Le sextant ne donne pas non plus entièrement satisfaction à Harry Lyon. L'équipage pense donc est perdu au milieu du Pacifique. Finalement, Harry Lyon arrive à capter la station de Hilo grâce à l'émetteur ondes longues et l'équipage corrige la trajectoire. Après plus de 27 heures de vol, le Mauna Kea se profile à l'horizon et ils se posent à Hawaï, étant accueillis triomphalement par plus de 1 500 personnes. Épuisés et assourdis par les moteurs, l'équipage est escorté et passe la nuit à Waikiki. 

### Honolulu - Suva
Durant la journée de repos, Charles Kingsford Smith se rend compte que le Southern Cross consomme plus que prévu et que son rayon d'action est de 4 590 km alors que Suva se trouve à 5 070 km. L'équipage décide de ne pas annuler la traversée, le vent, plus fort, devant à priori réduire la consommation. En cas d'urgence, les ailes du Southern Cross flottent et peuvent se transformer en radeau. Les îles de Canton et Enderbury, appartenant à la république des Kiribati et situées sur leur route, peuvent toutes-deux convenir comme terrain d'atterrissage d'urgence. 
Le départ est prévu depuis l'île de Kauai. L'équipage profite de la journée de repos pour déplacer l'avion. Pour ce vol, Charles Ulm prend la place de pilote et le Southern Cross s'envole, non sans mal, le 3 juin 1928, vers les îles Fidji. L'avion, particulièrement chargé, gagne difficilement de l'altitude et met presque 4 h à atteindre son altitude de croisière de 3 000 pieds (1 000 m). Comme pour le premier vol, un des deux générateurs éoliens tombe en panne et finalement ils se retrouvent dans l'incapacité de recevoir des messages, mais bien d'en envoyer. À environ 1 000 km des côtes d'Honolulu, l'équipage rencontre la zone de convergence intertropicale qu'ils doivent traverser, s'enfonçant à l'aveugle dans les nuages, étant incapables de passer au-dessus ou de la contourner. Les turbulences sont terribles mais le Southern Cross résiste et sort finalement, après plusieurs heures de la zone. Durant la soirée, ils rencontrent de nouveau un cumulonimbus et des orages. Au prix d'une consommation plus importante, ils décident de leur survoler. Ils montent donc à 8 000 pieds d'altitude (2 500 m) et plongent dans l'obscurité. Le pare-brise laisse passer l'eau et les deux Charles se retrouvent trempés. Après cet épisode météorologique, Charles Ulm reprend les commandes, Charles Kingsford Smith, plus expérimenté, naviguant durant les périodes difficiles. Vers minuit, ils survolent Enderbury et décident de continuer, même si les réservent tendent à montrer qu'il ne reste qu'une autonomie de 650 km alors que les Fidji se trouvent à 1 100 km d'eux. Un arrêt à Enderbury signerait la fin de l'aventure. Finalement, les réserves s'avèrent être plus importantes que prévu.
Après 34 heures dans les airs, ils se posent avec difficulté à Suva. Le Southern Cross doit se poser dans Albert Park, mais la piste est courte. Charles Kingsford Smith cherche bien une plage plus longue mais la marée haute empêche tout atterrissage. Le Southern Cross ne possèdent plus de freins, car jugés trop lourds. La piste doit donc être attaquée avec une vitesse proche du décrochage. Harry Wilson et John Warner se placent à l'arrière de l'avion, sur la structure métallique pour modifier le centre de gravité de l'appareil. Charles Kingsford Smith, voyant que l'avion va sortir de la piste, le fait pivoter avec un coup de palonnier et l'avion s'arrête brusquement, entre deux arbres. Cependant, Warner glisse, tombe et traverse le tissu protecteur du fuselage et se retrouve inconscient au sol. Heureusement, il n'est pas blessé.
Ils sont accueillis en héros. Il s'agit de la première fois qu'un avion se pose aux Fidji et un jour de congé est décrété par le gouverneur de l'île. Ils viennent de traverser plus de 5 070 km et c'est un record. Il s'agit de la plus longue traversée continue au-dessus de l'eau. 
Devant le succès du voyage et la couverture médiatique, la question de laisser les deux américains aux Fidji, comme prévu, est débattue. Finalement, ils accompagneront l'équipage jusqu'en Australie.

### Suva - Brisbane

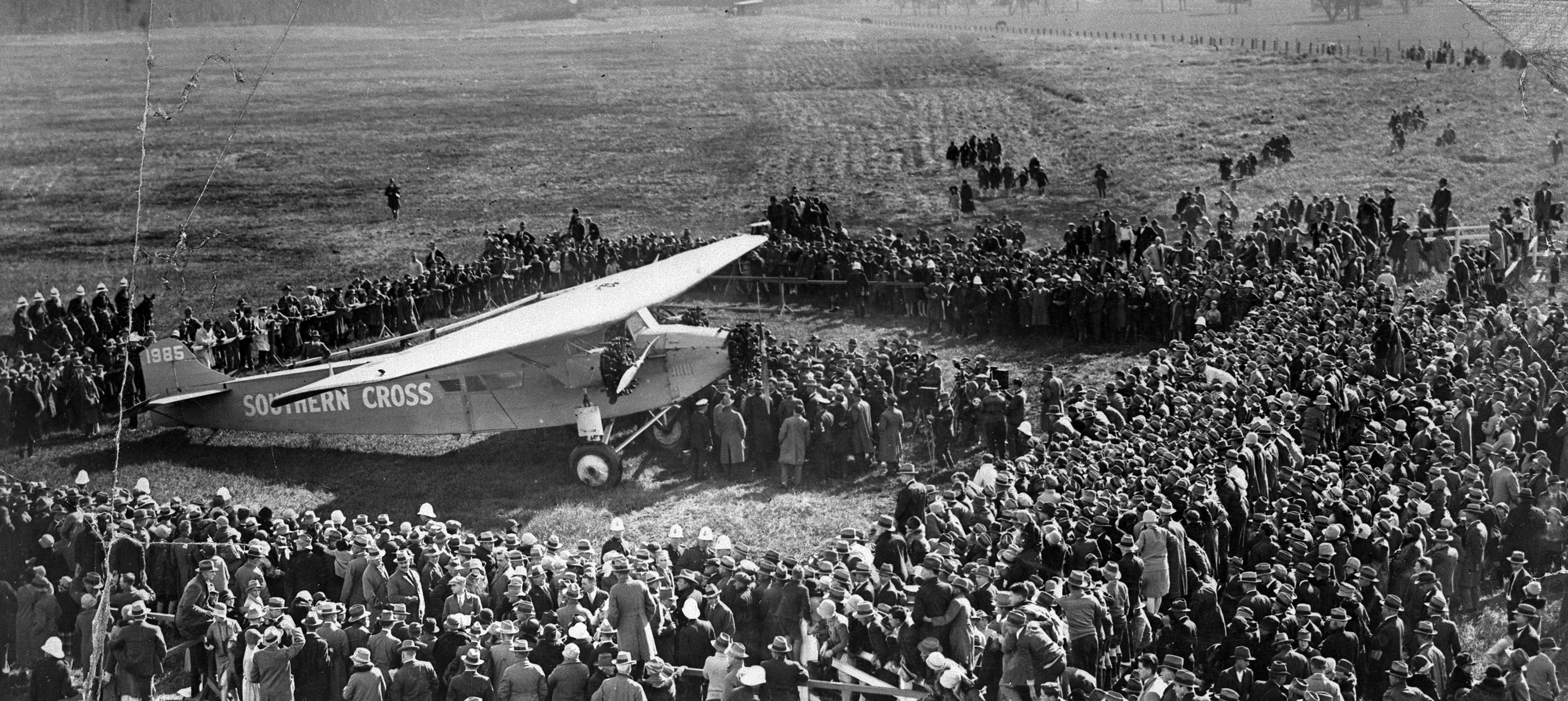
Arrivée du Southern Cross à Brisbane le 9 juin 1928.

Le départ est effectué une plage (Naselai Beach) le 8 juin 1928. Il s'agit de l'étape la plus courte du voyage, à savoir 2 700 km. Après un départ avec une météo parfaite, un orage se déclare comme lors de l'étape précédente. Les conditions sont particulièrement difficiles et l'habitacle se retrouve vite humide, Charles Kingsford Smith craignant même que l'eau n'atteigne le système d'allumage des bougies et n'éteigne les moteurs. Les conditions sont terribles et les deux pilotes sont trempés et frigorifiés. Finalement, le Southern Cross émerge de l'orage. Encore une fois, le générateur éolien tombe en panne et l'avion est incapable de recevoir le moindre message. Ils peuvent toutefois envoyer la dépêche suivante : « position exacte inconnue ». 
Harry Lyon décide que la meilleure solution est de faire cap à l'est, d'atteindre l'Australie, et d'ensuite corriger la trajectoire en longeant la côte pour atteindre Brisbane comme prévu. Après quelques heures, l'Australie se dessine à l'horizon. Ils viennent à survoler la ville de Ballina qui est située à 180 km au sud de Brisbane. 
Lors de leur arrivée à Brisbane, ils ne s'attendent pas à une telle foule. Plus de 15 000 personnes les acclament et fêtent leur arrivée. Le 9 juin 1928, après 83 heures et 50 minutes de vol et ayant parcouru 11 950 km, le pari de l'équipage est réussi. Ils viennent de traverser pour la première fois en avion l'océan Pacifique.
Après l'atterrissage, l'équipage parade dans la ville de Brisbane et est félicité par les instances officielles. Le premier ministre australien, Stanley Bruce, félicite vivement les deux aviateurs australiens et leur remet à chacun un chèque de 5 000 livres sterling. Charles Kingsford Smith ne manque pas de remercier ses partenaires et les deux américains qui les ont accompagnés et aidés à accomplir cette aventure. Encore une fois, devant l'insistance du public et une éventuelle mauvaise publicité, Harry et James accompagneront les deux australiens vers Sydney le lendemain.
De l'autre côté de l'océan, Allan Hancock annonce qu'il fait don du Southern Cross à Charles Kingsford Smith et Charles Ulm et qu'il éponge leurs potentielles dettes.

### Arrivée à Sydney
Le Southern Cross arrive le 10 juin 1928 à l'aérodrome de Mascot (désormais nommé aéroport Kingsford-Smith de Sydney) situé en banlieue de Sydney. Une foule de plus de 200 000 personnes attend l'équipage et ce dernier est acclamé. Charles Kingsford Smith et Charles Ulm sont particulièrement bien accueillis. Les deux Américains, Harry et James, retournent par bateau rapidement aux États-Unis et la possible polémique sur leur éviction par Charles Ulm n'a jamais lieu, la presse restant calme. Outre des félicitations provenant des deux côtés du Pacifique, les aviateurs australiens reçoivent de nombreux prix et autres récompenses, soit une somme d'environ 30 000 livres sterling de l'époque (environ 300 000 euros en 2018).

## Traversée de la mer de Tasman
Devant le succès de la traversée de l'océan Pacifique, Charles Kingsford Smith et Charles Ulm envisagent de rejoindre la Nouvelle-Zélande, et donc la traversée de la mer de Tasman.
Après quelques déboires juridiques avec leur ancien associé Keith Anderson, les deux Charles s'embarquent pour cette traversée. Ils recrutent comme navigateur Harold Litchfield, navigateur australien du RMS Tahiti qu'ils avaient rencontré avant leur traversée du Pacifique, et le Néo-zélandais Tom McWilliams à la radio. Ce dernier travaille pour l'Union Steamship Company.
Le 10 septembre 1928, le Southern Cross s'élance depuis Sydney pour un voyage de 2 010 km vers Wellington en Nouvelle-Zélande. Après environ 800 km l'avion se retrouve dans une tempête. Encore une fois, les deux pilotes sont trempés mais cette fois, l'eau s'infiltre dans le fuselage et le système radio est en partie endommagé. De plus, un éclair vient frapper l'arrière de l'avion et le transmetteur est endommagé, blessant et sonnant Tom McWilliams. L'avion est particulièrement secoué et le navigateur et l'opérateur radio n'ont des positions ou des chaises sécurisées à l'arrière de l'avion. De la glace commence à se former sur les ailes et les équipements de vol. Charles Kingsford Smith vole à l'aveugle et l'avion commence à chuter, la glace alourdissant l'appareil. Finalement, le Southern Cross émerge de la tempête et l'air chaud vient faire fondre cette glace. Fort heureusement, la trajectoire est correcte et l'avion n'a que peu dévié de sa course. Le Southern Cross se pose finalement à Wellington devant une foule de 30 000 personnes. Ce vol est le premier vol international à atterrir en Nouvelle-Zélande, ajoutant ainsi un record à l'avion et l'équipage.
Après un mois sur place, l'équipage s'engage dans le vol retour. Cette fois, pour faire la traversée de jour, ils partent de Blenheim. Malheureusement, un vent de face les affecte et ils mettent 23 h rejoindre l'Australie, les réserves de carburant étant particulièrement faibles. L'aéroport de Sydney est couvert de brouillard et la nuit est tombée, ce qui rend l'atterrissage difficile. Ils sont néanmoins accueillis, vers minuit, par 30 000 personnes. Un autre record vient de tomber, le premier vol venant de Nouvelle-Zélande qui atterrit en Australie. 

## L'affaire Coffee Royal
Charles Kingsford Smith et Charles Ulm lancent en décembre 1928 leur propre compagnie aérienne, l'Australian National Airways. Le choix des avions se porte sur le Fokker F.VIIb/3m, à savoir le même modèle que le Southern Cross. Néanmoins, Fokker est une firme néerlandaise et pour des questions politiques, il est préférable d'acheter un avion construit dans l'empire britannique. Le constructeur britannique Avro ayant acheté la licence, quatre Avro 618 Ten sont commandés. Ils peuvent transporter, en plus des deux pilotes, huit passagers. La question qui se pose est de trouver des pilotes avec assez d'expérience sur des trimoteurs.
Charles Kingsford Smith propose alors à Charles Ulm de tenter de battre le record de Bert Hinkler pour la traversée en avion Australie-Angleterre et d'aller chercher les pilotes directement en Angleterre. Pour ce vol, les deux hommes ré-engagent Harold Litchfield et Tom McWilliams, ces derniers les avaient accompagnés sur la traversée de la mer de Tasman. Peu préparés, car fortement occupés par la nouvelle compagnie aérienne, ils se lancent sans préparation dans ce périple.

### Atterrissage forcé
Le Southern Cross décolle le 30 mars 1929 de la base aérienne de Richmond vers Wyndham au nord de l'Australie. Après seulement quelques minutes de vol, Harold Litchfield ouvre une fenêtre pour obtenir une lecture de la dérive et il heurte le mécanisme de libération de l'antenne radio. Celle-ci se déroule rapidement sur toute sa longueur, se détache et passe par-dessus bord. Le Southern Cross n'est plus en mesure de recevoir mais bien de transmettre. L'avion ne fait pas demi-tour et continue sa route, Charles Kingsford Smith ne souhaitant pas vidanger par-dessus bord 3 000 litres pour atterrir.
Malheureusement, les conditions météorologiques se détériorent à Wyndham à la suite de pluies de mousson. Le Southern Cross ne peut être prévenu et s'engage dans les nuages, volant à l'aveugle. Charles Kingsford Smith descend et vole seulement à une quinzaine de mètres du sol pour repérer le relief. L'équipage ne possède pas de cartes topographiques assez précises pour se retrouver. Après plus de 25 heures de vol et presque à sec de carburant, ils se posent dans un endroit dégagé, dans une vasière. Sans le savoir, ils sont à moins de 20 km de la mission presbytérienne Port George IV. Coupé du monde, dans un endroit sans eau potable et sans carburant, l'équipage décide d'attendre les secours. Malheureusement, leur réserve en eau est maigre et ils ont oubliés de stocker les rations de survie dans les ailes. Ils n'ont qu'une bouteille de brandy, qu'ils mélangent à leur café et nomment leur lieu d'atterrissage « Coffee Royal ».

### Recherche
Attaqué par les moustiques, l'équipage tente de réparer la radio mais les outils ont été oubliés au départ. Ils arrivent néanmoins à la réparer et captent quelques signaux en morse. La radio est alimentée par un générateur éolien, ce dernier ne fonctionnant que lorsque l'avion est en vol. Ils décident d'allumer des feux pour que les secours puissent les repérer. Ils déterminent également leur position grâce au sextant et se repèrent sur leur carte. Leur récepteur à ondes courtes peut se transformer en récepteur et même si Sydney leur transmet les démarches, Tom McWilliams ne le tente pas.
Les recherches se mettent en place mais à l'époque, celle-ci n'est pas organisée. Il s'agit d'initiative individuelle. La mission ne peut être contactée, celle-ci vivant coupée du monde et au lieu de prévenir Wyndham et d'envoyer un coureur autochtone qui pourrait les atteindre en trois jours, il est décidé d'affréter un de Havilland DH.50. Ce dernier survole la mission mais ne peut intervenir, ne pouvant atterrir. La RAAF refuse de son côté d'intervenir indiquant qu'il sera impossible de localiser le Southern Cross depuis le ciel. Une expédition au sol est prévue mais il lui faudrait plusieurs jours pour atteindre l'équipage.

### Survie
L'équipage du Southern Cross manque rapidement de nourriture. Par contre, la pluie leur a amené de l'eau potable. Ils se nourrissent d'insectes et d'escargots, la pêche leur demandant trop d'efforts et trop dangereuse étant donné la présence de crocodiles. Ils ressentent également le sevrage forcé de la nicotine, étant tous des fumeurs.
Les secours n'arrivent pas et pourtant le camp est survolé par un avion, sans les repérer. Étant incapable de communiquer avec la radio, l'équipage ne peut qu'attendre. Finalement, un avion les repère et leur lance de la nourriture. Un DH.50, affrété par la West Australian Airways, se pose près d'eux, avec à son bord, un reporter. Charles Ulm a vendu l'exclusivité de leur voyage au Sun mais finalement un accord est trouvé avec le journaliste. L'avion repart et du carburant sera amené au Southern Cross. Après quelques jours pour récupérer et la visite d'un autre journaliste, Harold Litchfield et Tom McWilliams sont évacués par un autre avion tandis que les deux Charles décollent le 18 avril, soit 18 jours après leur atterrissage forcé.
Cette aventure fait la une des journaux mais la réputation de Charles Kingsford Smith et Charles Ulm se dégrade fortement. Divers journalistes écrivent que cette histoire n'est qu'invention, que les deux pilotes ont orchestré cet atterrissage forcé pour se faire de la publicité. Malheureusement, l'ancien associé de Charles Kingsford Smith et Charles Ulm, Keith Anderson, s'était envolé avec le Kookaburra, un Westland Widgeon pour les secourir. Avec lui se trouve le mécanicien Bob Hitchcock. Les deux hommes avaient entrepris le tour d'Australie, volant sur un autre avion que celui des deux pilotes australiens, mais avaient ensuite été écartés pour la traversée du Pacifique, notamment par Charles Ulm. Ce vol de sauvetage se déroule mal. Outre un vol de matériel qui mène à un dérèglement du compas et une blessure à la jambe de Bob Hitchcock qui s'infecte, Keith Anderson décide de survoler directement le désert de Tanami et de ne pas le contourner. Une panne moteur les oblige à se poser et ils meurent tous deux de soif, étant incapables de redécoller. Cet accident ne fait qu'aggraver la réputation de Charles Ulm et Charles Kingsford Smith. 

### Commission d'enquête
En mai 1929, une enquête aérienne est mise en place. Charles Ulm et Charles Kingsford Smith sont entendus à propos de l'incident. Le rapport d'enquête est publié en juin 1929. Charles Ulm est jugé responsable de l'oubli des rations et des outils et on reproche à Tom McWilliams de n'avoir pas converti le transmetteur en récepteur. Par contre, ni Charles Ulm ni Charles Kingsford ne sont jugés responsables d'une éventuelle fraude, en effectuant un coup publicitaire. La mort de Keith Anderson et Bob Hitchcock est purement accidentelle. On rapproche par contre à Charles Ulm d'avoir exagéré dans son journal les évènements et sa crédibilité est entachée.

## Préservation

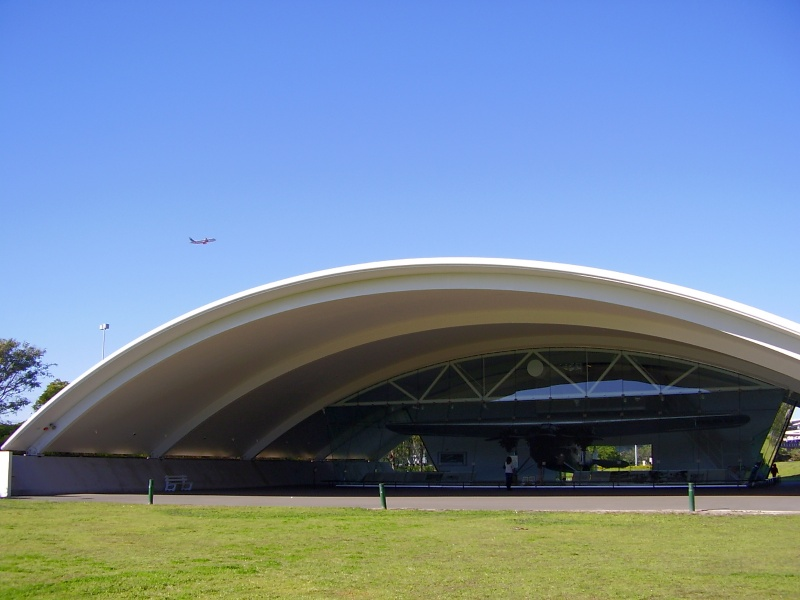
Le mémorial Kingsford Smith près de l'aéroport de Brisbane, abritant le Southern Cross.

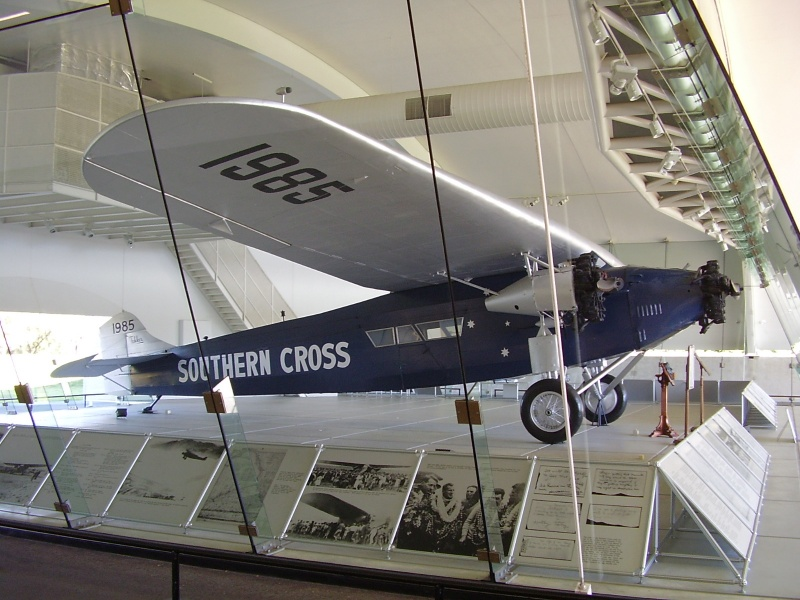
Le Southern Cross à l'intérieur du mémorial Kingsford Smith.

Peu avant sa mort en 1935, Charles Kingsford Smith vend le Southern Cross au Commonwealth d'Australie, pour qu'il soit exposé dans un musée. L'avion est sorti brièvement de sa retraite en 1945 pour le tournage du film Smithy. 
L'appareil est remis à neuf en 1985 sous la supervision de Jim Schofield, haut fonctionnaire de l'aviation et enquêteur sur les accidents d'avion. Le Southern Cross est désormais conservé dans un hangar spécial en verre situé sur Airport Drive, près du terminal international de l'aéroport de Brisbane.
Une reproduction volante grandeur nature du Southern Cross est construite en Australie-Méridionale entre 1980 et 1987, et est la plus grande reproduction connue au monde. Le sergent Anthony Lohrey de la Royal Australian Air Force, de la Aircraft Research and Development Unit (ARDU), supervise sa construction. 
Le 25 mai 2002 à Parafield, en Australie-Méridionale, il perd une roue principale au décollage. La réplique est posée sur la seule roue en bon état et le patin de queue, le pilote maintenant le train d'atterrissage endommagé hors du sol en gardant l'aile en l'air. Lorsque l'avion s'arrête, l'aile s'abat et environ 3 mètres de son extrémité sont arrachés. Après de nombreuses négociations, la Historical Aircraft Restoration Society (HARS) a acquis l'avion auprès du gouvernement en 2010. L'avion est transporté dans les installations de HARS à l'aéroport régional d'Illawarra, à Albion Park, en Nouvelle-Galles du Sud. La réplique de l'avion est en train d'être restaurée par les bénévoles de HARS afin de la rendre entièrement apte à voler. Cela comprendra la restauration de l'aile en épicéa et en contreplaqué, fabriquée à la main. L'avion porte l'immatriculation originale de VH-USU.

## Un hommage personnel
Austin Byrne, un passionné d'aviation australien, faisait partie de la grande foule présente à l'aérodrome Mascot de Sydney en juin 1928 pour accueillir le Southern Cross et son équipage après leur vol transpacifique réussi. Cet événement incite Byrne à réaliser une maquette du Southern Cross à l'échelle 1:24, principalement en laiton plaqué or et argent. Charles Kingsford Smith disparait avant que Byrne n'ait terminé la maquette.
Après la disparition du pilote, Byrne continue à développer et à enrichir son hommage avec des peintures, des photographies, des documents et des œuvres d'art qu'il a créées, conçues ou commandées. Entre 1930 et sa mort en 1993, Byrne consacre sa vie à la création et à la tournée de son mémorial du Southern Cross.

## Remarques

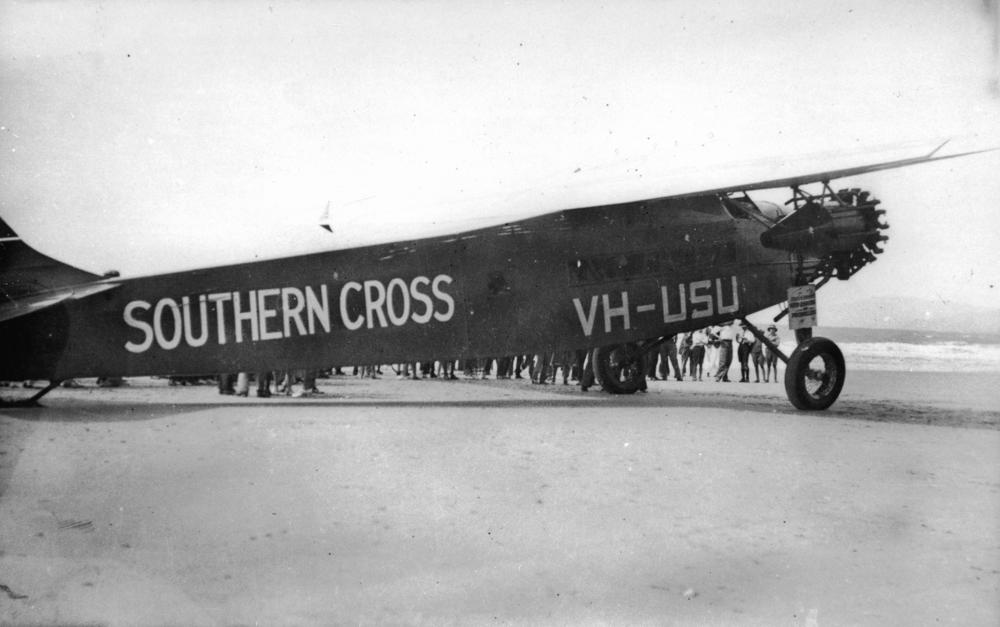
Southern Cross: un Fokker F.VII marqué « VH-USU », sur la plage Four Mile Beach, à Port Douglas, juillet 1932.

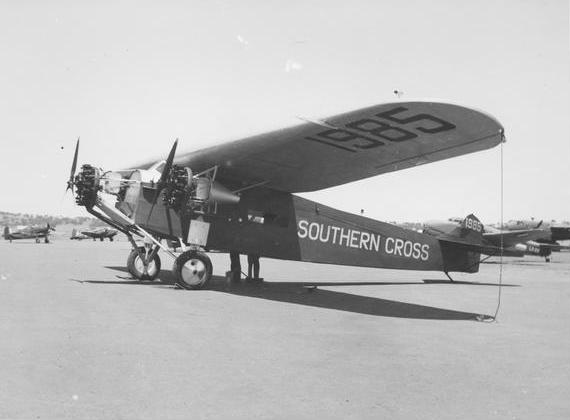
Le Southern Cross à la base de la RAAF à Canberra en 1943.

L'immatriculation d'origine du Southern Cross est "1985" - ce numéro est visible sur les ailes et la queue de l'avion sur les photos prises à l'époque de son premier vol de record. Charles Kingsford Smith le réenregistre en Australie sous le nom de "G-AUSU" (4 juillet 1928 au 3 juillet 1929), puis "VH-USU" (5 avril 1931 -). Les marques "1985" et les couleurs d'origine sont restaurées lorsque l'avion est exposé au public.
Le Southern Cross est nommé d'après la constellation de la Croix du Sud, un symbole populaire de l'hémisphère sud en général et de l'Australie en particulier. Charles Kingsford Smith poursuit le thème avec ses avions ultérieurs, le Southern Cross Minor et le Southern Cross Junior (tous deux Avro Avian), Miss Southern Cross (Percival Gull) et le Lady Southern Cross (Lockheed Altair). Il produit également une voiture portant ce nom et a donné aux avions exploités par sa compagnie aérienne, l'Australian National Airways, des noms similaires commençant par Southern.
En septembre 2010, l'ancienne autoroute Gateway, qui passe devant le site de l'aéroport d'origine Eagle Farm, est rebaptisé Southern Cross Way.